# Mîkilske, Bilozerka
Mîkilske (în ucraineană Микільське) este localitatea de reședință a comunei Mîkilske din raionul Bilozerka, regiunea Herson, Ucraina.

## Demografie
Componența lingvistică a localității Mîkilske
     Rusă (63,84%)
     Ucraineană (34,99%)
     Alte limbi (0,24%)
Conform recensământului din 2001, majoritatea populației localității Mîkilske era vorbitoare de rusă (63,84%), existând în minoritate și vorbitori de ucraineană (34,99%).